# Hongi
Et hongi er en traditionel māori-hilsen i New Zealand. Den udføres ved at presse næsen og panden samtidigt mod tilsvarende på en anden person ved et møde. Hilsenen benyttes ved traditionelle møder blandt māorier og ved større ceremonier, og tjener et lignende formål som et formelt håndtryk i den moderne vestlige kultur, og et hongi benyttes ofte samtidig med et håndtryk. Det er māori-kulturens opfattelse, at der i forbindelse med et hongi udveksles og blandes personernes "ha" (livets ånde).
Gennem udførsel af denne fysiske hilsen, betragtes man ikke længere som manuhiri (besøgende), men tangata whenua, en af folket i landet. Under resten af ens ophold er man forpligtet til, at tage del i alle pligter og ansvar i hjemmet. I tidligere tider, kan det have betydet, at man skulle bære våben i krigstid eller passe afgrøder, såsom kumara (sød kartoffel).
Når māorier hilser på hinanden ved at trykke med næser, anses traditionen for at dele livets ånde for at være kommet direkte fra guderne. Ifølge māorisk mytologi blev kvinden skabt, da guderne støbte hendes form ud af jorden. Guden tāne (dvs. han) omfavnede figuren og åndede ind i hendes næsebor. Hun nyste og kom til live. Hendes navn var Hineahuone (jordformet kvinde).
| Folkeslag | Spire Denne artikel om folkeslag eller etnografi er en spire som bør udbygges. Du er velkommen til at hjælpe Wikipedia ved at udvide den. |